# Вили Јеги
Вили Јеги (28. јул 1906 – 1. фебруар 1968) био је швајцарски фудбалер који је играо за Швајцарску на Светском првенству у фудбалу 1934. године. На клупском нивоу је играо за Золотурн, Сервет, Ла Шо де Фон, Уранију Женев Спорт, Лозану-Спорт, Бил Бијен и представљао је Швајцарску на Летњим олимпијским играма 1928.